# Itoplectis melanocephala
Itoplectis melanocephala är en stekelart som först beskrevs av Johann Ludwig Christian Gravenhorst 1829.  Itoplectis melanocephala ingår i släktet Itoplectis och familjen brokparasitsteklar. Enligt den finländska rödlistan är arten nationellt utdöd i Finland. Arten är reproducerande i Sverige. Artens livsmiljö är stränder. Inga underarter finns listade i Catalogue of Life.